# Rhys Gemmell
Pour les articles homonymes, voir Gemmell.
Rhys Gemmell, né le 4 mars 1896, et mort le 10 mai 1972, est un joueur de tennis australien.
Il a remporté en 1921 l'Open d'Australie en simple et en double.

## Palmarès (partiel)

### Titres en simple messieurs
|   | Date       | Nom et lieu du tournoi            | Catégorie    | Surface | Finaliste   | Score         | Tableau |
| - | ---------- | --------------------------------- | ------------ | ------- | ----------- | ------------- | ------- |
| 1 | 26/12/1921 | Australasian Championships, Perth | Grand Chelem | Gazon   | Alf Hedeman | 7-5, 6-1, 6-4 | Tableau |

### Finales de simple perdues
Aucune

### Titres en double messieurs
|   | Date       | Nom et lieu du tournoi           | Catégorie    | Surface | Partenaire    | Finalistes                | Score         | Tableau |
| - | ---------- | -------------------------------- | ------------ | ------- | ------------- | ------------------------- | ------------- | ------- |
| 1 | 26/12/1921 | Australasian Championships Perth | Grand Chelem | Gazon   | Stanley Eaton | N. Brearley Edward Stokes | 7-5, 6-3, 6-3 | Tableau |

### Finales en double messieurs
Aucune

### Titres en double mixte
Aucun

### Finales en double mixte
Aucune